# Charles Cornwallis
Charles Cornwallis (London, 31. prosinca 1738. – Ghazipur, Indija, 5. listopada 1805.), britanski general i administrator.
U ratu za nezavisnost Amerike zapovijedao je vojskom u Južnoj Karolini. Opkoljen je u Yorktownu te se predao američko-francuskim trupama kojima je zapovijedao George Washington, što je bio kraj engleskog otpora u Americi. Od 1786. godine bio je imenovan guvernerom Indije i glavnim zapovjednikom engleske vojske u Indiji. Od 1798. do 1801. godine bio je potkralj Irske, gdje je suzbio pokušaj ustanka.  